# Старопестерёво
Старопестерёво — село в Беловском районе Кемеровской области. Административный центр Старопестерёвского сельского поселения.

## География
Село находится на берегу реки Иня, примыкая к восточной окраине посёлка городского типа Грамотеино.

## Население
| 2002 | 2010  |
| ---- | ----- |
| 3644 | ↘3286 |

### Половой состав
По данным Всероссийской переписи населения 2010 года, в селе проживали 1575 мужчин и 1711 женщина.

## Улицы
| - ул. Береговая, - ул. Верхняя, - ул. Весенняя, - ул. Горняцкая, - ул. Дружбы, - ул. Заречная, - ул. Инская, | - ул. Клубная, - ул. Логовая, - ул. Мира, - ул. Молодёжная, - ул. Мостовая, - ул. Новая, - ул. Озёрная, | - ул. Октябрьская, - ул. Партизанская, - ул. Полевая, - ул. Рабочая, - ул. Рябиновая, - ул. Свободная, - ул. Трудовая, | - ул. Центральная, - ул. Шахтовая, - ул. Школьная, - ул. Шоссейная, - ул. Юбилейная, - ул. Юности, - ул. Ямушева. |